# Sordi.ai

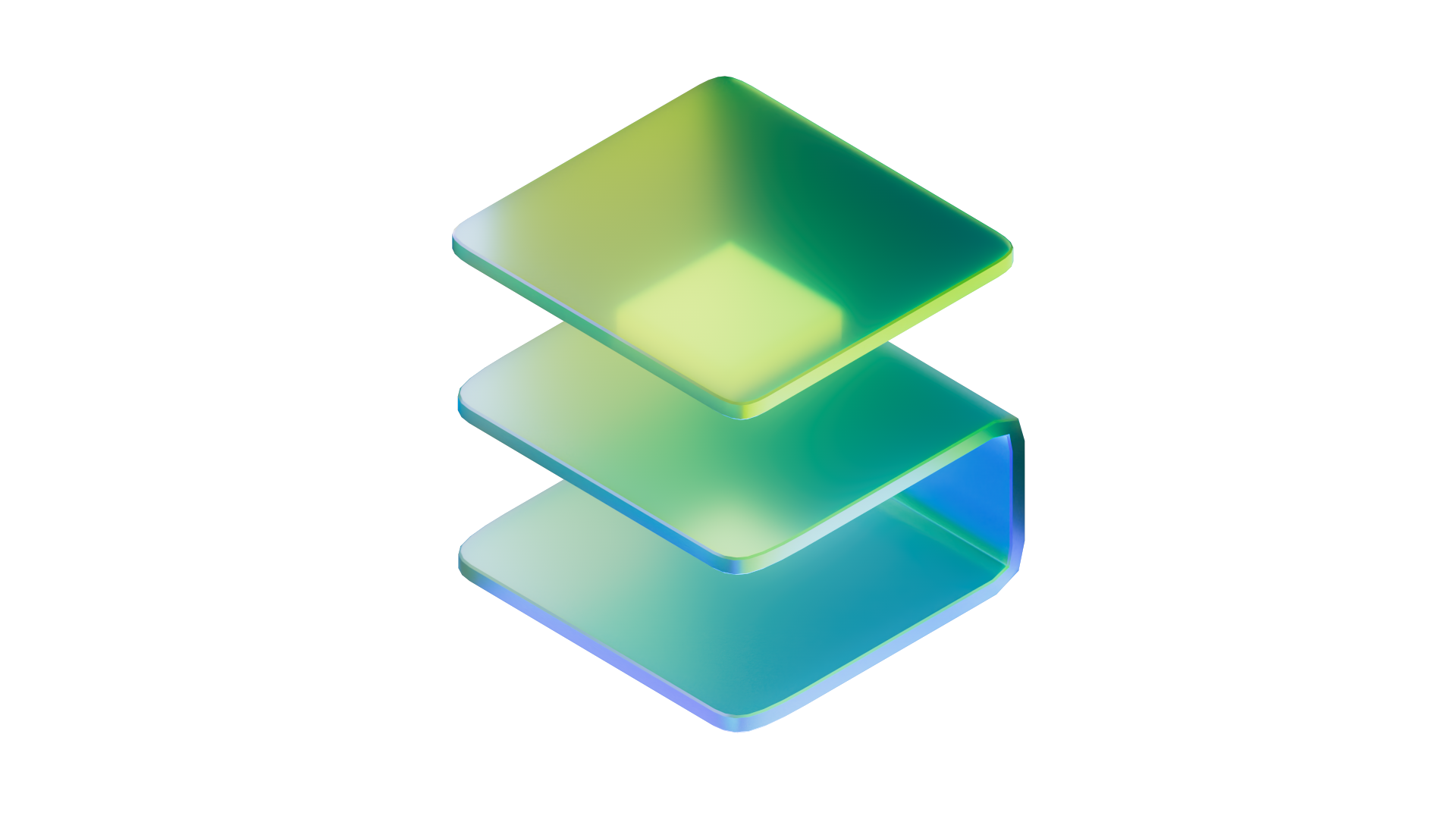
Sordi.ai Logo

Sordi.ai (Eigenschreibweise SORDI.ai), auch Sordi genannt, (englisch Synthetic Object Recognition Dataset for Industries) ist der größte synthetische Datensatz für das Training von Künstlicher Intelligenz im industriellen Umfeld (Stand: 2023). Der KI-Datensatz umfasst mehr als 1.000.000 Bilder mit Relevanz für den Automobilbau und die Logistik.

## Datensatz

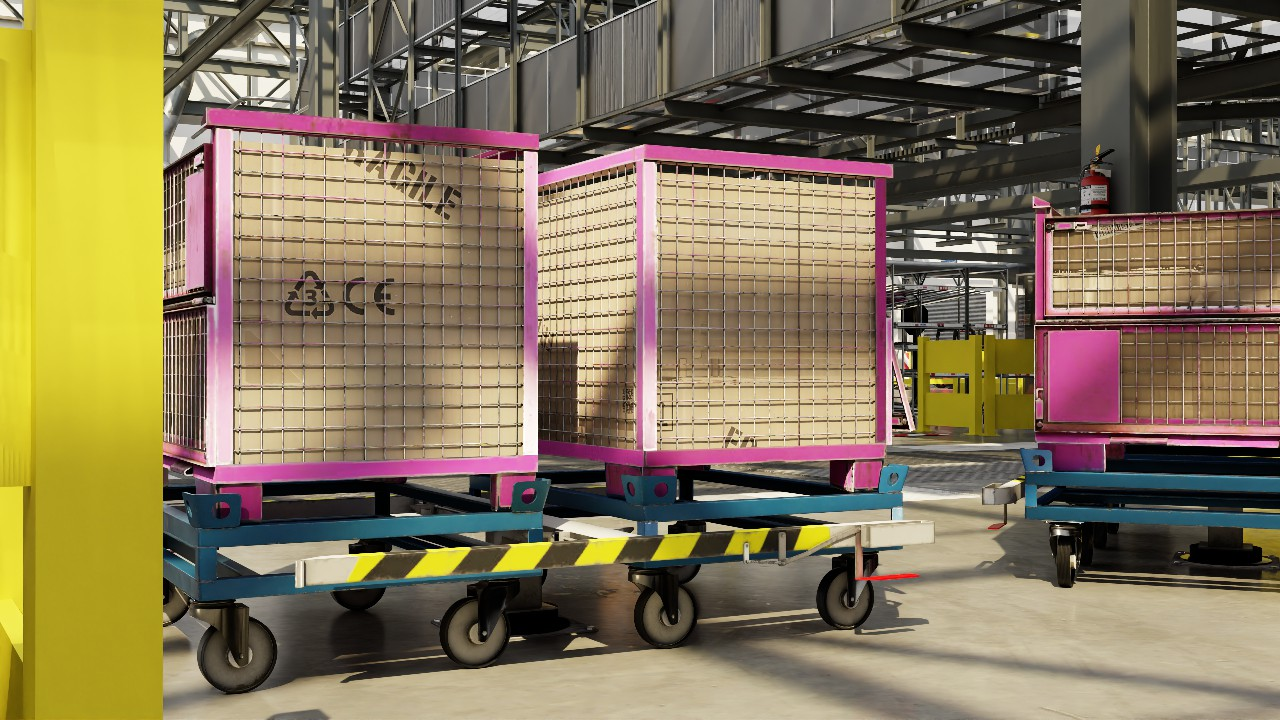
Sordi.ai Beispiel

Der Datensatz wurde erstmals 2022 als Open Source publiziert. Sordi wurde von BMW zusammen mit Microsoft, Nvidia und Idealworks entwickelt. Durch Sordi soll das Training von KI-Modellen für Industrieanwendungen sowie die Entwicklung intelligenter und autonomer Systeme vereinfacht und beschleunigt werden. Der Datensatz kommt hauptsächlich in der Qualitätssicherung und der Produktion zum Einsatz.
Die in Sordi bereitgestellten Daten wurden mittels Nvidia-Omniverse gerendert oder mittels Generative AI erzeugt. Mittels der Rendering-Pipeline von BMW kann eine beliebige Anzahl von Fotos in HD-Qualität inklusive Labels automatisch mittels KI erstellt werden. Zudem erstellt BMW mithilfe des Sordi-Datensatzes Fotos für Digitale Zwillinge, industrielle Metaversen und andere Anwendungsfälle.
Seit 2024 sind Google und Monkeyway an der Weiterentwicklung von Sordi.ai beteiligt. Der Schwerpunkt der Partnerschaft liegt auf der Umwandlung von Punktewolken in präzise 3D-Modelle in nahezu Echtzeit, wodurch der Prozess für industrielle Anwendungen effizient einsetzbar wird.
In der IT findet Sordi Anwendung, um KI-Modelle für die Produktion zu entwickeln und Produktionsmitarbeiter zu unterstützen.

## No-Code AI
Um Anwendern ohne Programmierkenntnisse den Einsatz von KI zu ermöglichen, veröffentlichte BMW im Rahmen ihres „No-Code AI“-Projektes verschiedene Open-Source-Tools  auf der GitHub-Seite des BMW TechOffice München. Zu den bereits veröffentlichten Tools zählt zum Beispiel die Sordi-AI-Evaluation-GUI, mit welcher Anwender ihr trainiertes KI-Modell auf einer grafischen Oberfläche bewerten und somit ihr Training verbessern können.
Der Anwender muss dabei nicht selbst programmieren, daher die Bezeichnung „No-Code“. Produktionsmitarbeiter kreieren mittels der „No-Code AI“ eigenständige KI-Applikationen, die bei Arbeitsprozessen unterstützen. Die modular aufgebauten Algorithmen zur Anonymisierung bereiten die Fotos automatisch auf; Bilder, die beispielsweise Personen enthalten, werden im BMW-Produktionssystem anonymisiert. Softwareentwickler können auf die veröffentlichten Algorithmen weltweit frei zugreifen, um den Quelltext einzusehen, zu modifizieren und weiterzuentwickeln.

## Hackathon
Ende 2022 veranstaltete das Unternehmen einen Hackathon mit dem Ziel, die Nutzung und Demokratisierung von KI zu forcieren. Die Teilnehmer sollten mithilfe von Sordi Aufgaben zur industriellen Objekterkennung lösen. Hierfür wurden von BMW 200.000 synthetische Bilder und Videos aus der firmeneigenen Produktion zur Verfügung gestellt. An dem Wettbewerb nahmen überwiegend Softwareentwickler aus den Sparten Künstliche Intelligenz und Maschinelles Lernen (ML) mit dem Ziel teil, ihre Fähigkeiten im Bereich Computer Vision (CV) auszubauen. Die Teilnehmer wurden von Mitarbeitern von Microsoft und Nvidia unterstützt.